# Nightwork
Albums de Diabolical Masquerade
The Phantom Lodge
(1997) Death's Design
(2001)
Nightwork est le troisième album studio du groupe de Black metal suédois Diabolical Masquerade. L'album est sorti le 21 septembre 1998 sous le label Avantgarde Music.
L'album a été ré-édité avec un titre supplémentaire par rapport à la version originale de l'album.

## Musiciens
- Blakkheim : Chant, Guitare, Basse, Claviers
- Dan Swanö : Batterie, Chant, Claviers
- Marie Gaard Engberg : Flute

## Liste des morceaux
| No | Titre                             | Durée |
| -- | --------------------------------- | ----- |
| 1. | Rider on the Bonez                | 5:54  |
| 2. | Dreadventurouz                    | 5:46  |
| 3. | The Zkeleton Keyz to the Dead     | 5:17  |
| 4. | Thiz Ghoultimate Omen             | 4:33  |
| 5. | All Onboard the Perdition Hearze! | 4:56  |
| 6. | The Eerie Obzidian Circuz         | 5:37  |
| 7. | Haunted by Horror                 | 6:56  |
| 8. | Cryztaline Fiendz (ré-édition)    | 1:49  |